# 博布林卡
48°0′5″N 31°59′45″E / 48.00139°N 31.99583°E
博布林卡（烏克蘭語：Бобринка），是烏克蘭中部的村莊，隸屬基洛夫格勒州的克羅皮夫尼茨基區。該村面積1.88平方公里，海拔高度175米，2001年人口411，人口密度每平方公里218.3人。